# Курочкино (Новосокольницький район)
Курочкино (рос. Курочкино) — присілок в Новосокольницькому районі Псковської області Російської Федерації.
Населення становить 20 осіб. Входить до складу муніципального утворення Маєвська волость.

## Історія
Від 2015 року входить до складу муніципального утворення Маєвська волость.

## Населення
| 2001 | 2002 | 2010 |
| ---- | ---- | ---- |
| 23   | ↗30  | ↘20  |